# Корте Урбани (Пиза)
Корте Урбани је насеље у Италији у округу Пиза, региону Тоскана.
Према процени из 2011. у насељу је живело 16 становника. Насеље се налази на надморској висини од 27 м.